# Турнау (Штирия)
Турнау (нем. Turnau (Steiermark)) — ярмарочная коммуна (нем. Marktgemeinde) в Австрии, в федеральной земле Штирия.
Входит в состав округа Брукк-Мюрццушлаг. Площадь коммуны составляет 134,10 км², население — 1592 человека (1 января 2021), плотность населения — 12 чел./км². Официальный код — 6 21 35.

## География

### Административно-территориальное деление
Территория коммуны включает 6 населенных пунктов (нем. Ortschaft) (в скобках указано количество жителей на 1 января 2021 года):
- Ау-бай-Турнау (150)
- Гёриах (268)
- Зевизен (48)
- Штюбминг (122)
- Таль (42)
- Турнау (962)

В состав коммуны также входит пять кадастровых общины (нем. Katastralgemeinden) (в скобках указана площадь на 2015 год):
- Гёриах (1425.99 га)
- Зевизен (4026.78 га)
- Штюбминг (6364.19 га)
- Таль (1210.83 га)
- Турнау (399.51 га)

## Население
| Год  | Численность |
| ---- | ----------- |
| 1869 | 1960        |
| 1889 | 1803        |
| 1890 | 1726        |
| 1900 | 1880        |
| 1910 | 2084        |
| 1923 | 2111        |
| 1934 | 1868        |
| 1939 | 1763        |
| 1951 | 2026        |
| 1961 | 1835        |
| 1971 | 1819        |
| 1981 | 1754        |
| 1991 | 1762        |
| 2001 | 1599        |
| 2011 | 1565        |
| 2021 | 1592        |

## Политическая ситуация
Бургомистр коммуны — Александер Майер (АПС) по результатам выборов 2005 года.
Совет представителей коммуны (нем. Gemeinderat) состоит из 15 мест.
- СДПА занимает 6 мест.
- АНП занимает 5 мест.
- АПС занимает 4 места.